# Ван Ифу
Ван Ифу́ (кит. трад. 王義夫, упр. 王义夫, пиньинь Wáng Yìfū, 4 декабря 1960) — китайский стрелок из пистолета, двукратный олимпийский чемпион, многократный чемпион мира.
Ван Ифу родился в 1960 году в Ляояне провинции Ляонин. В 17 лет начал заниматься стрельбой, в 1978 году вошёл в сборную провинции, в 1979 — в национальную сборную. На Олимпийских играх 1984 года стал обладателем бронзовой медали, позднее становился чемпионом или призёром на всех Олимпиадах с 1992 по 2004 годы.
В 2005 году возглавил национальную сборную по пулевой стрельбе.